# Ansley H. Fox

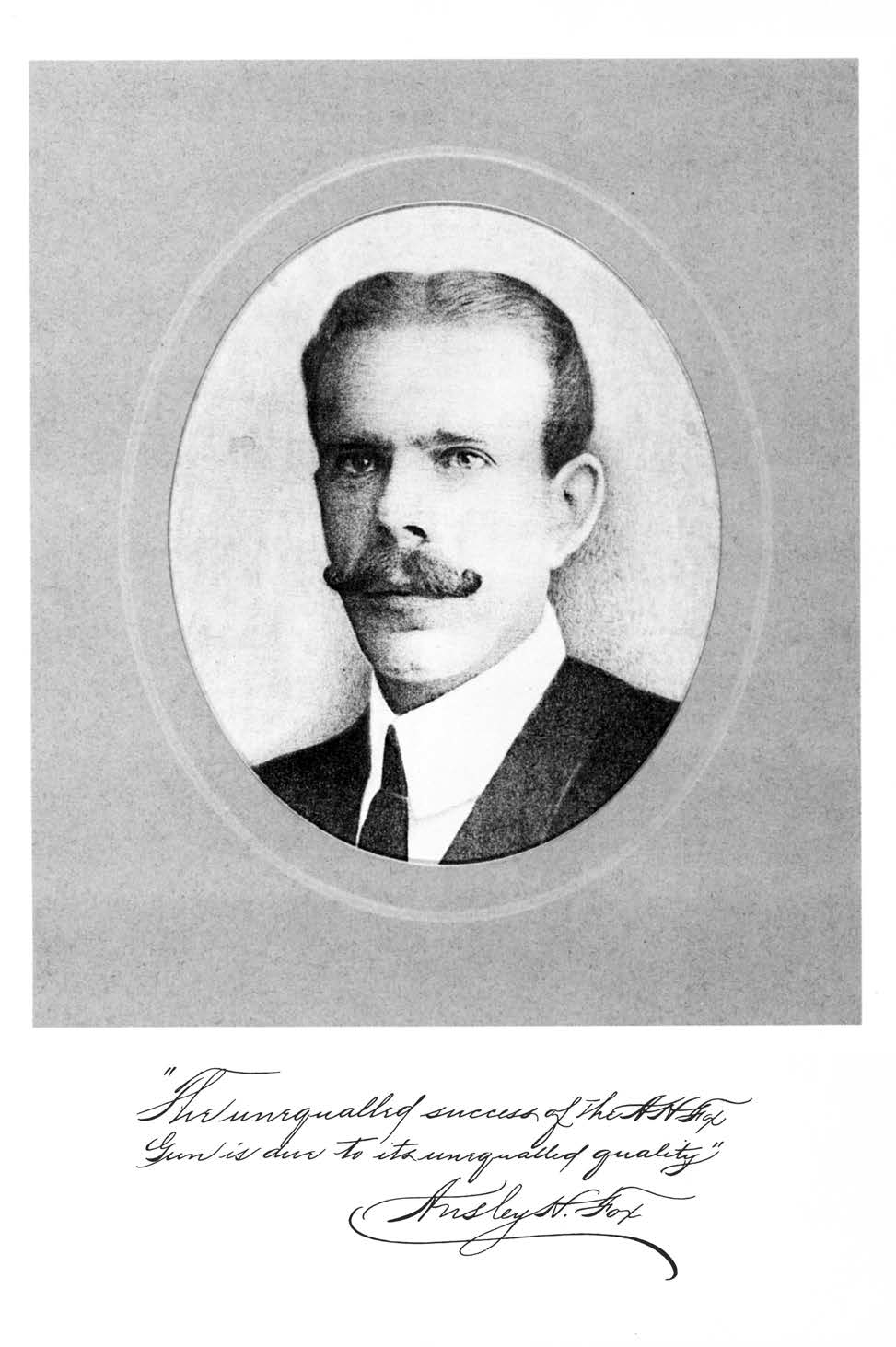
Ansley H. Fox, um 1910. Die Unterschrift lautet: The unequalled success of the A.H. Fox Gun is due to its unequalled quality (der unvergleichliche Erfolg des A. H. Fox Gewehrs geht auf seine unvergleichliche Qualität zurück).

Ansley Herman Fox (geboren am 25. Juni 1875 in Decatur, DeKalb County, Georgia; gestorben am 15. August 1948 in Pleasantville, Atlantic County, New Jersey) war ein US-amerikanischer Unternehmer. Nach der Gründung mehrerer kurzlebiger Waffenhersteller hatte er ab 1905 mit der A. H. Fox Gun Company einige Jahre lang Erfolg. 1921 gründete er die Fox Motor Car Company, die bereits 1924 unterging.

## Kindheit und Jugend
Ansley Herman Fox war der erste Sohn des Homöopathen Addison C. Fox und seiner Ehefrau Louisa, geborene Ansley. Wenige Jahre nach Ansleys Geburt zog die junge Familie nach Baltimore, Maryland. 1880 wurde der zweite Sohn Harry geboren. Das Adressbuch von Baltimore des Jahres 1882 weist Addison C. Fox als Arzt aus, seine Patienten behandelte er offenbar in der Wohnung der Familie. 1900 ist Henrietta, geborene Polk, als Addisons Ehefrau nachgewiesen. Bis dahin waren eine Tochter und zwei weitere Söhne geboren worden. Im Alter von zehn Jahren brachte ein Onkel Ansley das Schießen bei.
Über die folgenden Jahre ist wenig bekannt. Berichte, Ansley habe nach dem Ende der Schulausbildung seinen Lebensunterhalt als Jäger verdient, sind wahrscheinlich später entstandene Legenden. Auch über seinen Bezug zur Waffenherstellung ist nichts überliefert. Sicher ist, dass Fox bereits mit achtzehn Jahren, am 2. Mai 1893, sein erstes Patent angemeldet hat. Seine Erfindung war eine Vorrichtung zum Spannen der innen liegende Hähne durch das Hochklappen der Läufe. Für neunzehn der im Patentantrag aufgeführten Merkmale wurde Fox am 3. Juli 1894 ein Patent erteilt. Fox entwickelte die Waffe weiter, und am 16. Juli 1895 stellte er einen Patentantrag für Verbesserungen auf der Basis des Patents von 1894. Am 30. Juni 1896 erhielt er das Patent für 12 weitere als Erfindung anerkannte Neuerungen. Noch vor dem Erteilen des zweiten Patents ließ Fox bei einem Waffenschmied in Baltimore einen Prototyp bauen. Im Dezember 1895 erschien in der Zeitschrift Shooting and Fishing eine Beschreibung des Gewehrs, die wahrscheinlich von Fox selbst verfasst wurde. Wenige Monate später, im März 1896, gab ein Fachjournalist in der Zeitschrift The American Field eine umfangreiche Beschreibung von Waffe und Erfinder ab. Zu diesem Zeitpunkt waren Tests des Gewehrs vorgesehen, über deren Verlauf nichts bekannt ist.

## Fox Gun Company, Baltimore
Im Oktober 1896 konnte Fox den Anteil eines Sechzehntels des zweiten Patents für 150 US-Dollar an einen Interessenten verkaufen. Den Erlös investierte er im Dezember 1897 in den Kauf von Anteilen der neu gegründeten National Arms Company in Baltimore, Maryland (die keine Verbindung zur National Arms Company in Brooklyn, New York hatte). Das Adressbuch der Stadt des Jahres 1898 weist Fox als Präsidenten der Gesellschaft aus, unter den fünf Direktoren war neben ihm selbst sein Vater Addison. Die einzige belegte Geschäftstätigkeit ist die Übertragung der Anteile des Unternehmens an die National Gun Company, noch im Jahr 1898. Dabei konnte Fox die Mehrheit der Anteile am Unternehmen in seinen Besitz bringen. Das versetzte ihn in die Lage, die Patente an einen Investor zu verkaufen. Fox, zwei der Direktoren der National Gun Company und die beiden neuen Investoren gründeten im Juli 1898 mit einem Grundkapital von 15.000 Dollar die Fox Gun Company, wiederum in Baltimore. Das dreiköpfige Präsidium bildeten die beiden Investoren und Fox, der allerdings 1896 mit dem Trapschießen begonnen hatte und viel Zeit damit verbrachte, im Osten der Vereinigten Staaten von Turnier zu Turnier zu ziehen. Dennoch baute die Fox Gun Company Gewehre. Es sind nur wenige Waffen des Unternehmens erhalten, die höchste bekannte Seriennummer ist die 875.
Mitte 1900 schied Fox aus dem Unternehmen aus. Der Grund waren möglicherweise Streitigkeiten mit seinen Gesellschaftern, die von Fox für den hart umkämpften Markt die Weiterentwicklung seiner Flinte forderten. Das Unternehmen wurde ohne Fox als Baltimore Gun Company fortgeführt und ging Ende 1904 in die Insolvenz. Im August 1900 wurde Fox, nach einer Zeit als bezahlter Wettkampfschütze für das Unternehmen, Handelsvertreter für Flinten und Munition der Winchester Repeating Arms Company. Es gibt Hinweise darauf, dass er auch Pulver und Munition von DuPont vertrieben hat.

Ansley H. Fox erteilte Patente, 1894 bis 1902
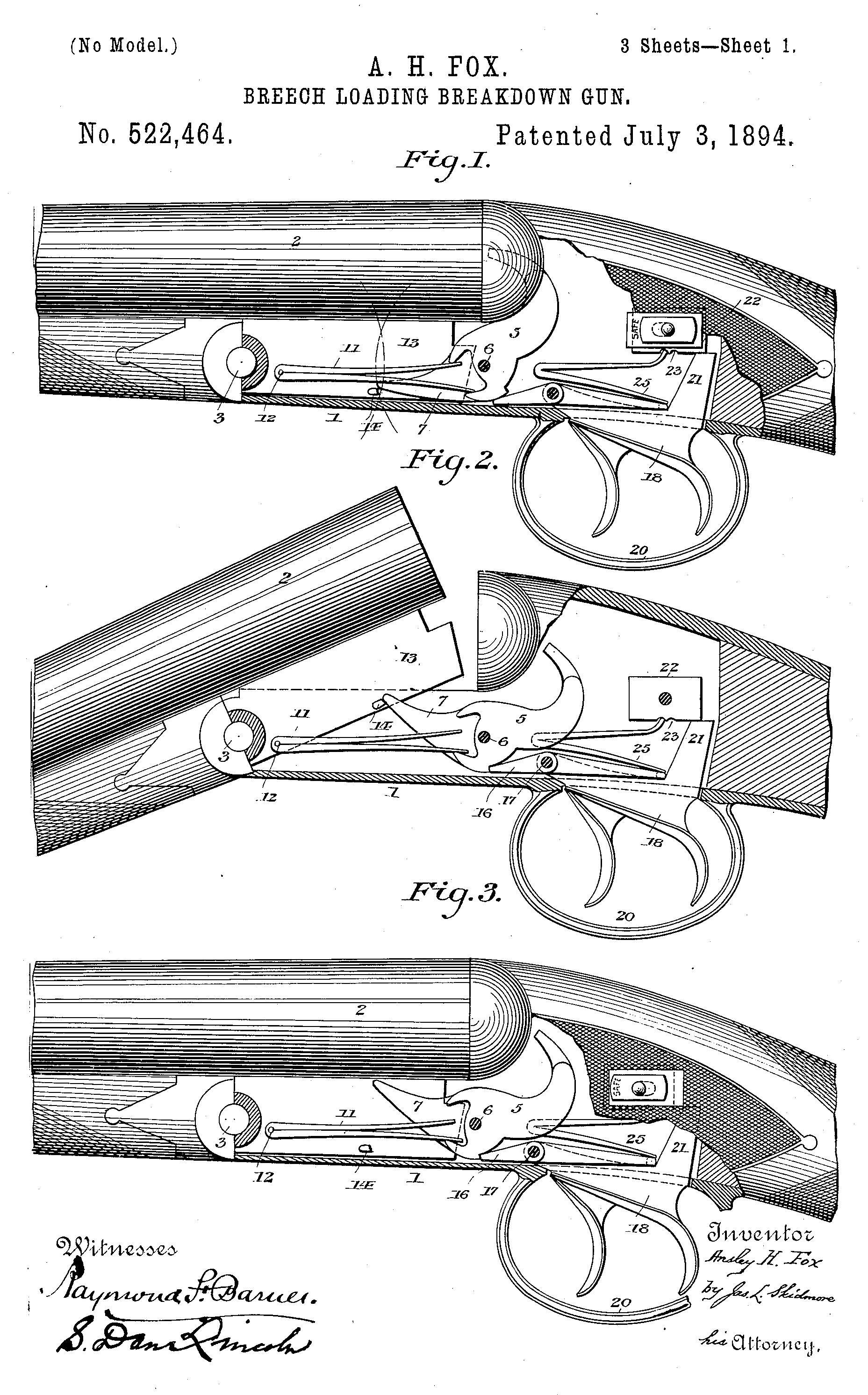
U.S. Patent No. 522.464, 3. Juli 1894, Bild 1
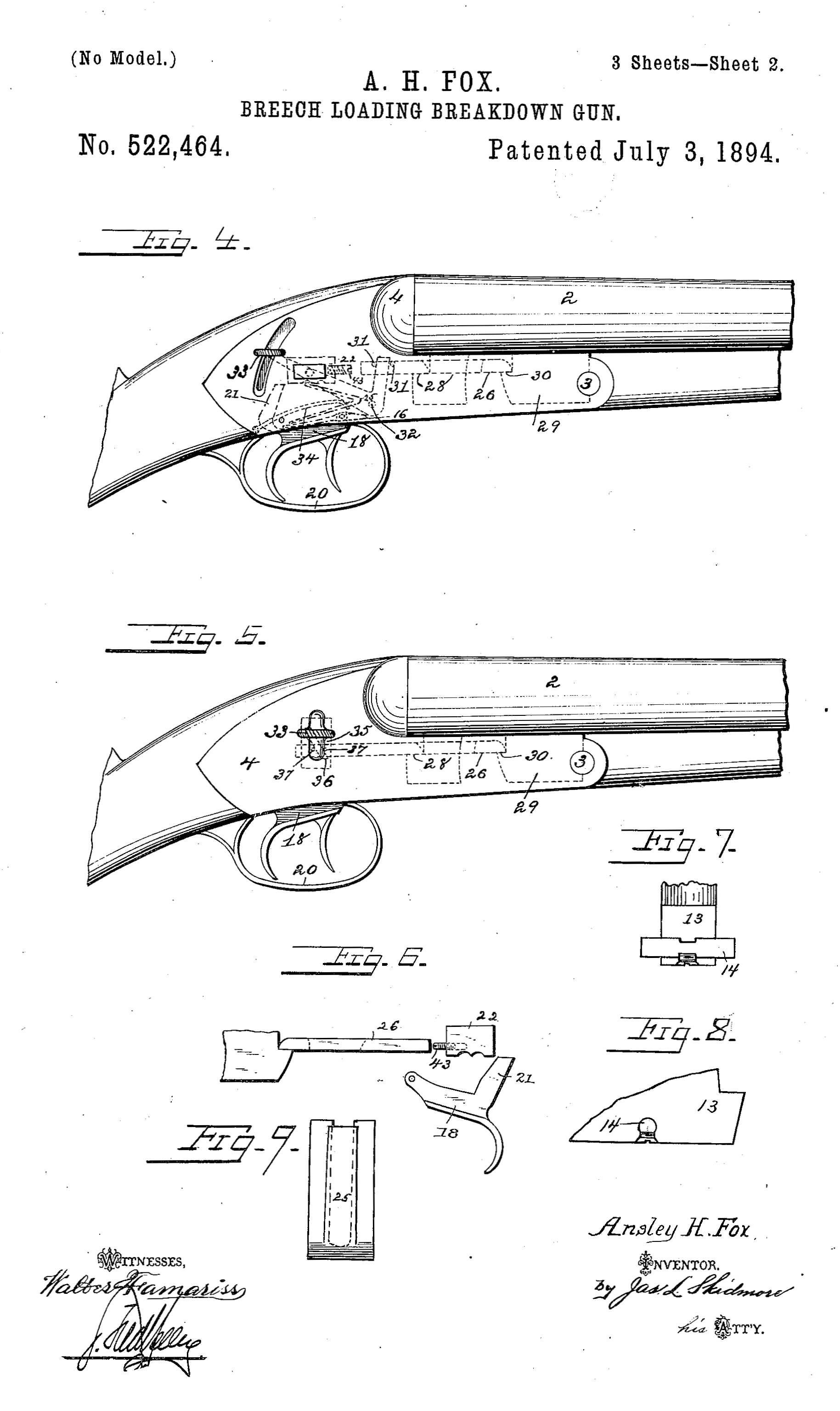
U.S. Patent No. 522.464, Bild 2
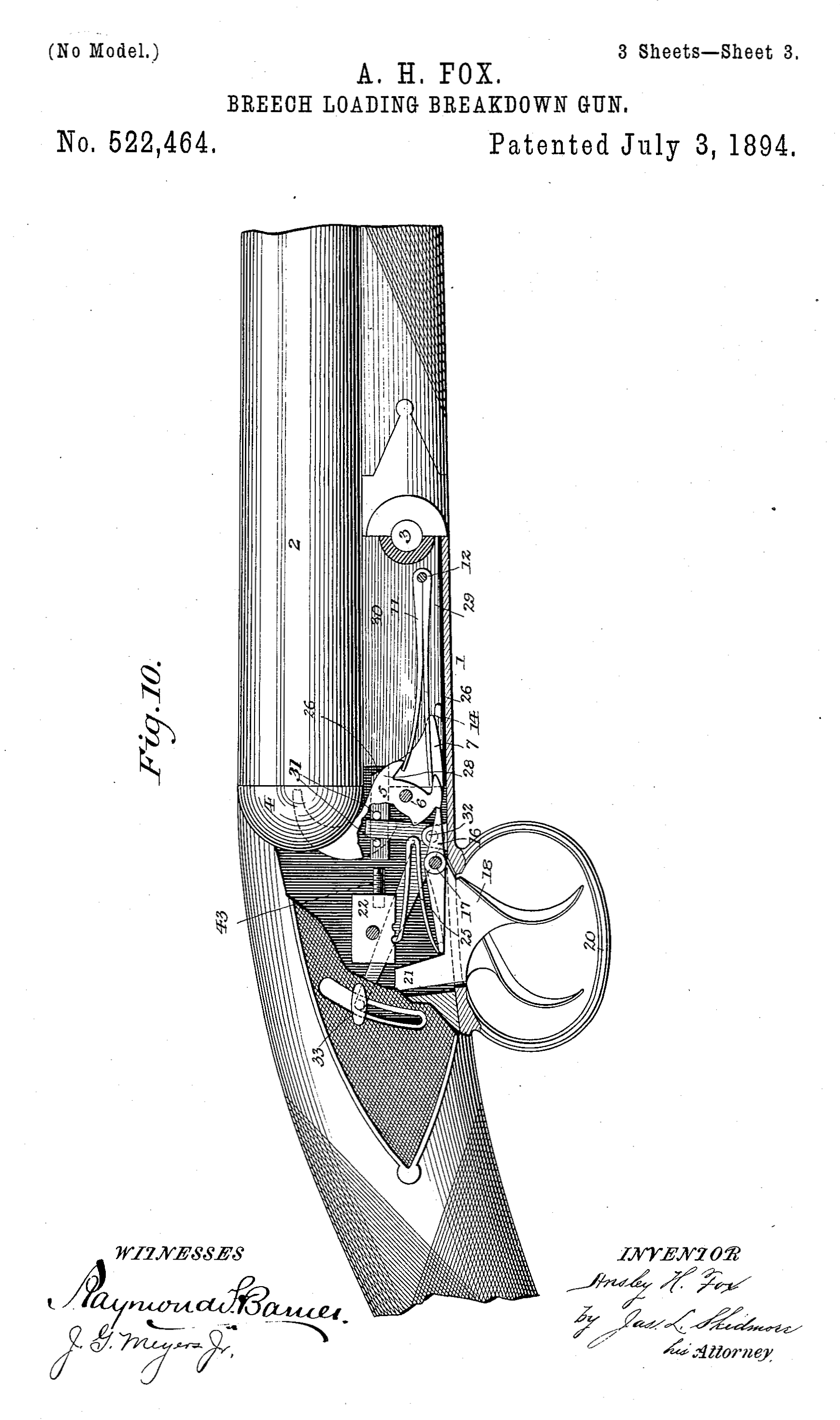
U.S. Patent No. 522.464, Bild 3
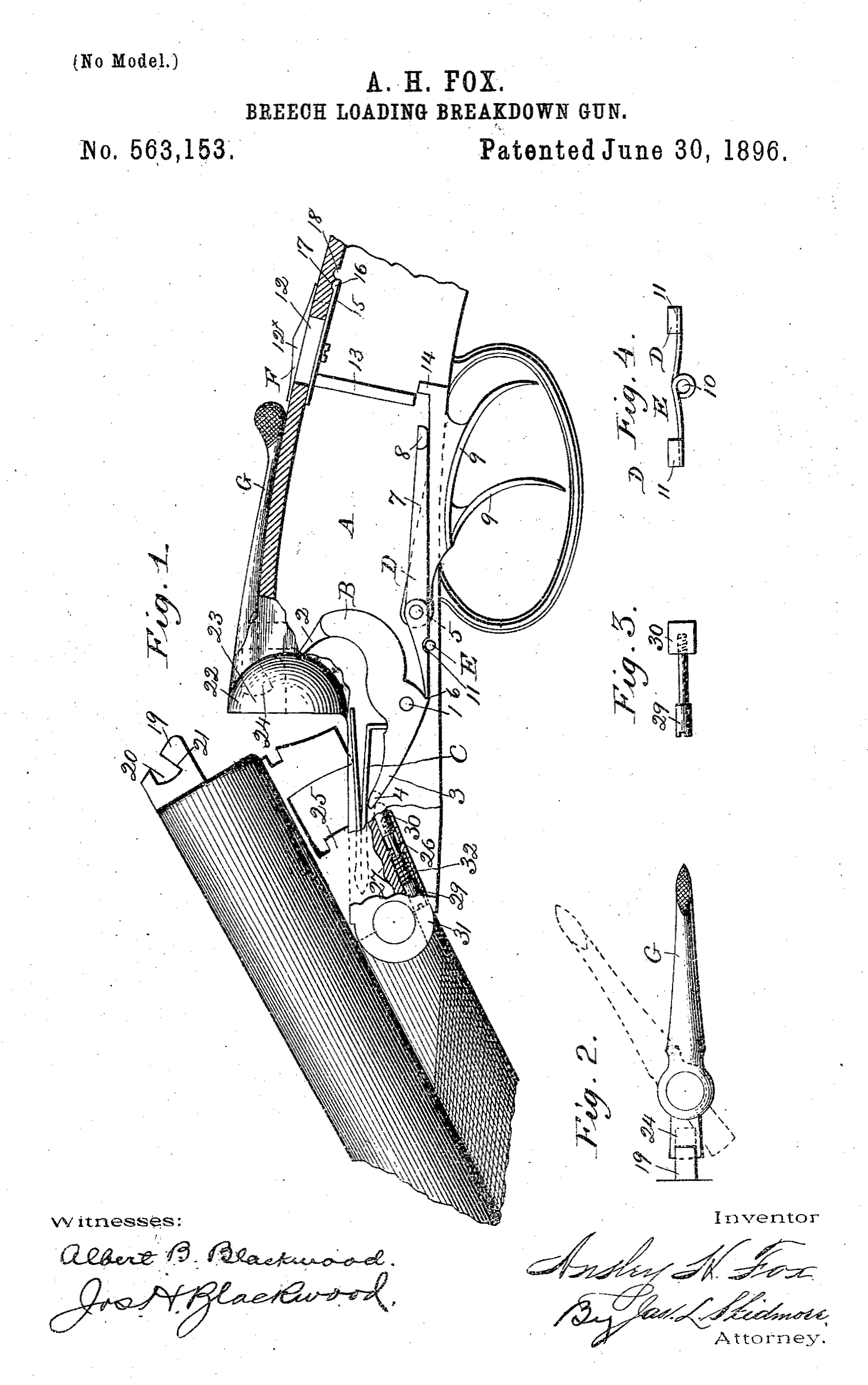
U.S. Patent No. 563.153, 30. Juni 1896
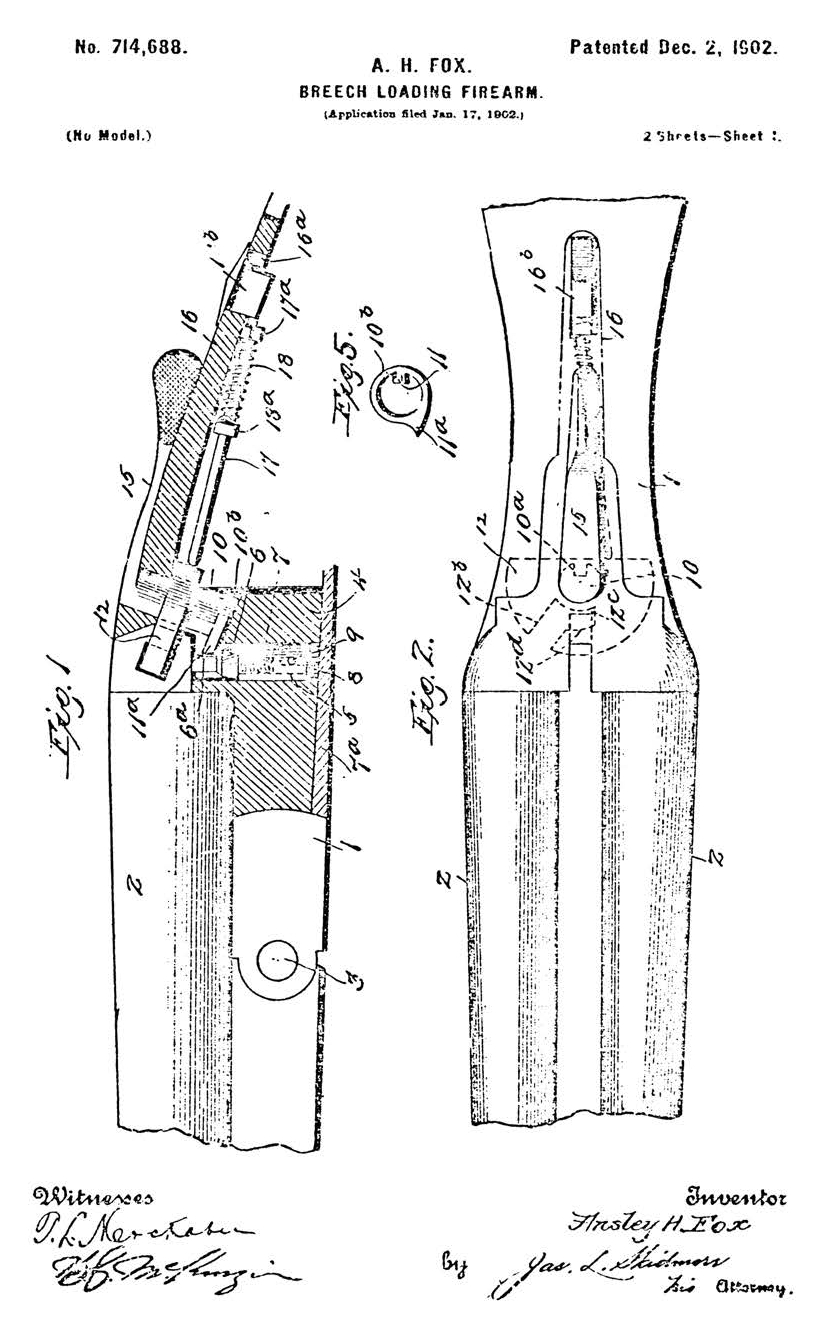
U.S. Patent No. 714.688, 2. Dezember 1902, Bild 1
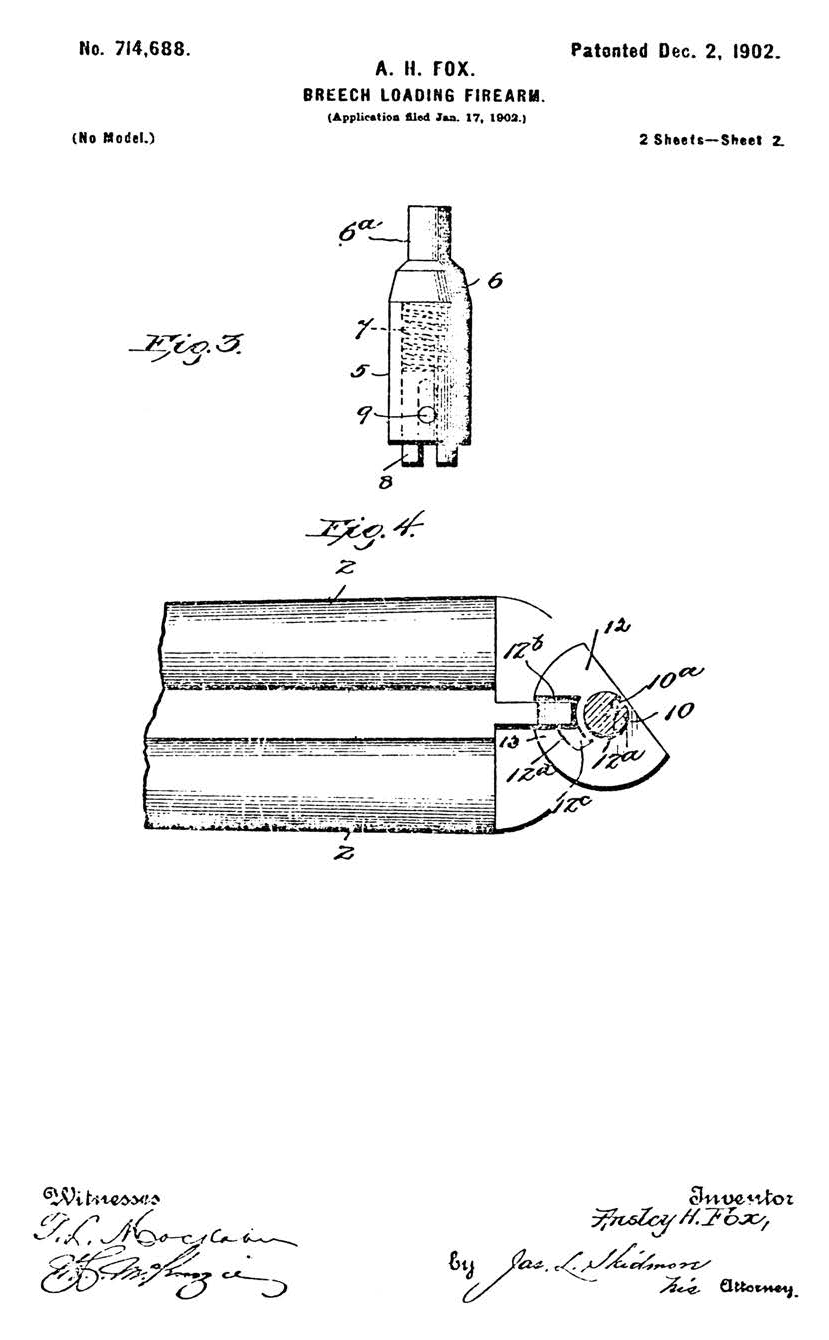
U.S. Patent No. 714.688, Bild 2

## Philadelphia Arms Company
Im Januar 1902 meldete Fox ein weiteres Patent an. Es galt einer Vorrichtung, die bei geschlossener Waffe die Läufe in Position halten soll, und einem Mechanismus zur Sicherung der Waffe, sobald die Läufe heruntergeklappt werden. Das Patent wurde am 17. Dezember 1902 erteilt und versetzte Fox in die Lage, seine Anstellung bei der Winchester Repeating Arms Company aufzugeben und Investoren für ein neues Unternehmen zu gewinnen. Am 5. November 1902 gründete Fox mit vier weiteren Gesellschaftern im Bundesstaat New Jersey die Philadelphia Arms Company. Das Unternehmen hatte 4000 Anteilsscheine im Wert von jeweils 50 US-Dollar ausgegeben, von denen nur 20 in den Händen der Unternehmensgründer waren. Der Hauptinvestor blieb anonym, und um das möglich zu machen, wurde das Unternehmen in New Jersey gegründet. Eine weitere Philadelphia Arms Company wurde im Oktober 1903 in Philadelphia gegründet. Im Sommer 1904 nahm die Philadelphia Arms Company die Produktion in ihrer neu errichteten Fabrikhalle an der Wayne Street in Philadelphia auf, wobei ein Ausstoß von 15 Gewehren täglich angestrebt war.
Die Flinten der Philadelphia Arms Company ähnelten auf den ersten Blick so sehr jenen der Parker Bros. dass sie als Plagiate angesehen werden müssen. Sie hatten aber eine deutlich einfachere Mechanik. Das Patent von Ansley Fox aus dem Jahr 1902 wurde anscheinend nicht genutzt, aber zwei Patente, die im August 1904 seinem Bruder Harry Fox und einem Max Wirsing aus Baltimore erteilt wurden. Dennoch wurden die Flinten als The A.H. Fox Hammerless Gun vermarktet. Die angebotene Produktpalette reichte von der einfachsten Ausführung, der Grade A für 50 US-Dollar, bis zum Spitzenmodell Grade H für 500 Dollar. Dabei waren Läufe mit 28, 30 und 32 Zoll Länge erhältlich, alle Flinten hatten das Kaliber 12. Nur die Grade A bis E sind im Katalog für das Jahr 1905 abgebildet. Es sind nur zwei Flinten Grade E bekannt, die beide für Inhaber der Firma gebaut wurden. Ob jemals Flinten Grade F oder Grade H gebaut wurden, ist unklar. Ende Dezember 1904 teilte Ansley Fox der Fachpresse mit, dass er als Präsident und Geschäftsführer der Philadelphia Arms Company zurückgetreten sei und keine Beziehungen mehr zu diesem Unternehmen unterhalte. Er habe eine eigene Fabrik ausgestattet und werde eine vielfach verbesserte Doppelflinte mit innenliegendem Hahn produzieren, von der im Januar 1905 erste Muster verfügbar seien. Die Philadelphia Arms Company schaltete zuletzt im Juni 1905 Anzeigen für ihre Produkte und wurde am 15. März 1907 aufgelöst.

Flinten der Philadelphia Arms Company, aus dem Katalog 1905
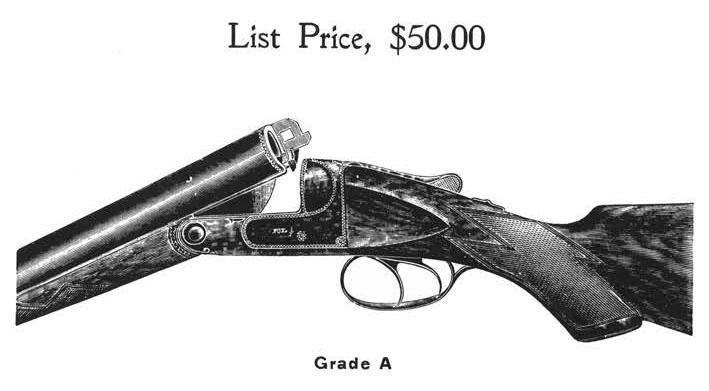
Grade A
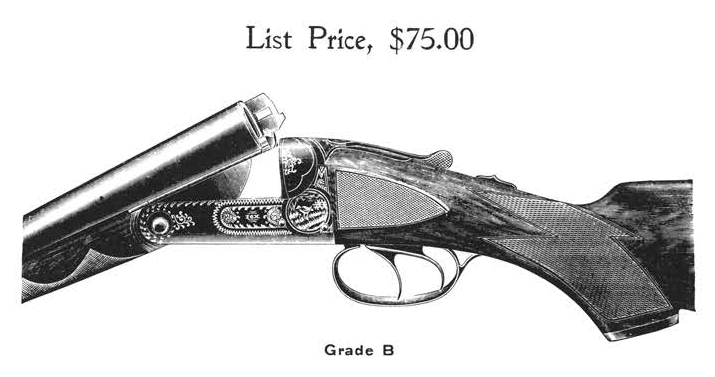
Grade B
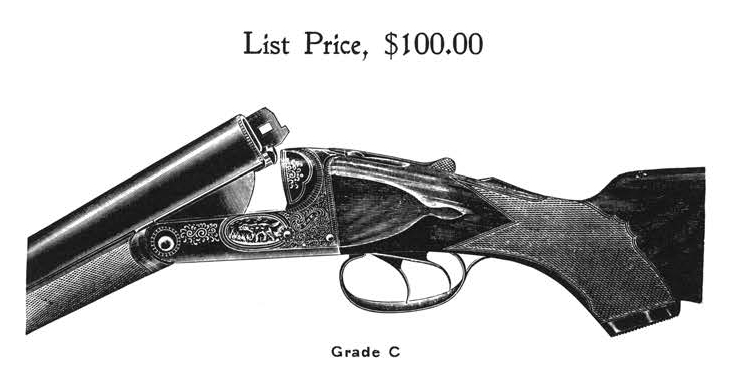
Grade C
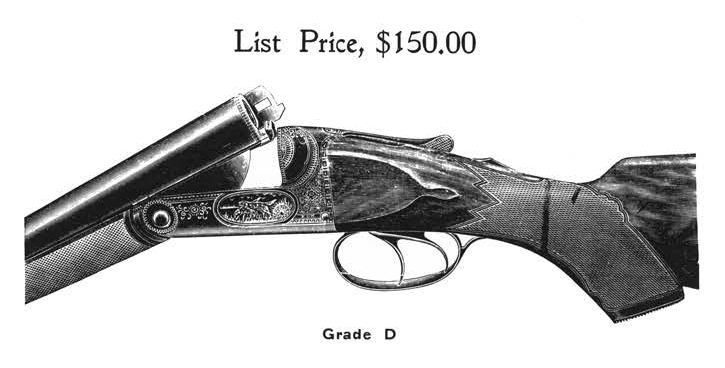
Grade D
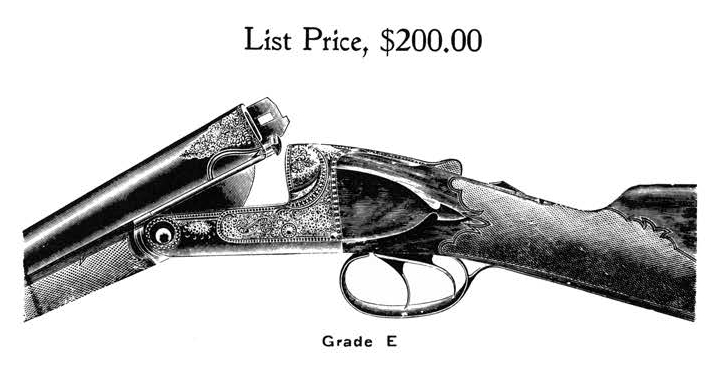
Grade E

## A. H. Fox Gun Company

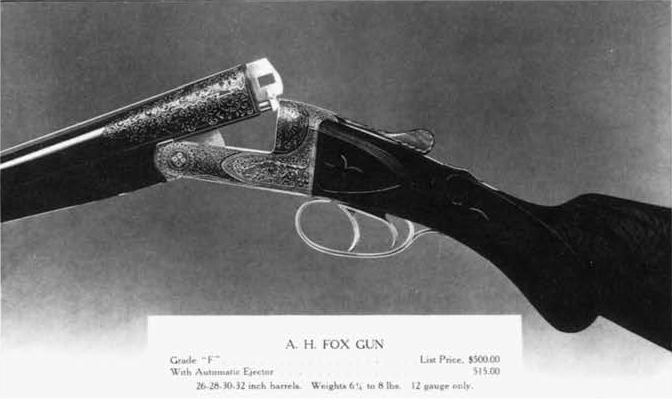
Doppelflinte Fox ‚Grade F‘ im Katalog der A. H. Fox Gun Company, 1907

Eine Vielzahl von Indizien deutet darauf hin, dass Fox für seine neue Firma zunächst nur Büroräume angemietet hat, und trotz der gegenteiligen Beteuerungen gegenüber der Presse seine Geschäftsanteile der Philadelphia Arms Company behalten hat. Die ersten Flinten der A. H. Fox Gun Company sind wahrscheinlich noch in der Philadelphia Arms Company hergestellt worden. Am 15. März 1907, dem Tag der Löschung der Philadelphia Arms Company, wurde die A. H. Fox Gun Company mit einem von wohlhabenden Bürgern Philadelphias aufgebrachten Kapital von 100.000 US-Dollar in New Jersey neu gegründet. Ansley Fox hatte den Anspruch, dass seine Flinten die besten der Welt seien. Tatsächlich waren sie Spitzenprodukte, doch im Vergleich mit englischen Flinten waren nur die Baskülen von überlegener Qualität.
1908 schenkte Fox dem Präsidenten der Vereinigten Staaten, Theodore Roosevelt, mit einer Doppelflinte Fox ‚Grade F‘ eine luxuriöse Schrotflinte im Wert von etwa 500 US-Dollar. Er reagierte damit auf Berichte, dass Roosevelt im März 1909, wenige Wochen nach Ablauf seiner Amtszeit, zu der einjährigen Smithsonian-Roosevelt African Expedition aufbrechen würde. Die A. H. Fox Gun Company warb bis in die 1920er Jahre mit dem in der Bevölkerung sehr beliebten Roosevelt.
In den Jahren 1907 bis 1909 wurden weniger als 2000 Flinten jährlich gebaut. 1910 wurde mit den Sterlingworth Guns eine Produktlinie für den Massenmarkt etabliert, und 1911 wurde eine massive Anzeigenkampagne durchgeführt. Obgleich 1910 das erste erfolgreiche Jahr von A. H. Fox Gun Company war, bestand das Missverhältnis von Kosten und Umsätzen fort. 1911 und 1912 nahm Fox wiederholt Kredite auf, um die Betriebskosten der A. H. Fox Gun Company zu finanzieren. Dennoch kam es im März 1912 zur Insolvenz und das Unternehmen wurde an einen Investor verkauft. Fox verließ die A. H. Fox Gun Company.

## Rüstungsindustrie
1916 gründete Fox die Ansley H. Fox Company, ebenfalls in Philadelphia, deren Geschäftstätigkeit mit machine guns bezeichnet wurde. Tatsächlich erhielt Fox gemeinsam mit einem Mitarbeiter drei Patente, zwei im Februar 1919 für Gasdruckwaffen und eines im März 1920 für eine Patronenzufuhr für Maschinengewehre. Es ist zweifelhaft, ob das Unternehmen tatsächlich Maschinengewehre produziert hat. Das Ende des Krieges bedeutete für große Teile der Rüstungsindustrie den Beginn eines langen Niedergangs. Die Ansley H. Fox Company wurde im Januar 1923 aus dem Firmenregister gelöscht.

## Automobilbau

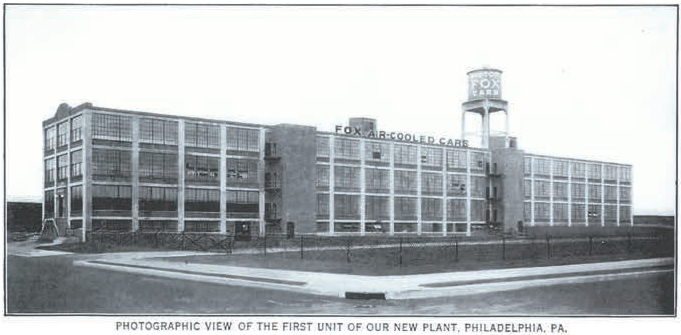
Firmengebäude der Fox Motor Car Company in Philadelphia, 1921

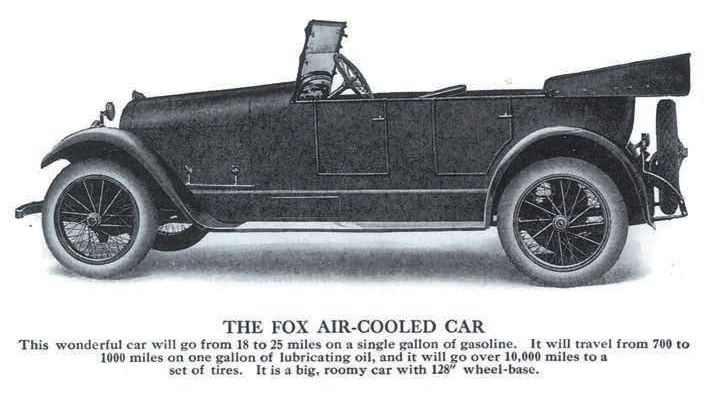
Tourenwagen Model A-1 von 1921

Ansley Fox hatte bereits 1896 das Patent auf eine Bremse für Kraftfahrzeuge erhalten. Ob es jemals genutzt wurde, ist unbekannt und Fox selbst befasste sich viele Jahre lang nicht mehr mit Automobilen. Nach seinem Ausscheiden bei der A. H. Fox Gun Company suchte er eine neue Aufgabe. Am 4. August 1914 wurde der Automobile Development Company das Patent für eine von Fox erfundene Fahrzeugfederung erteilt. Der Beginn des Ersten Weltkriegs führte zu einer hohen Nachfrage für militärisch nutzbare Fahrzeuge und Ersatzteile. Fox strebte den Bau von kompletten Fahrzeugen an, er sah aber auch, dass mit der Lieferung von schnell zu entwickelnden Einzelteilen schneller Geld zu verdienen war. Bereits im Dezember 1913 hatte er ein Patent für einen Stoßdämpfer beantragt. Als es im August 1915 erteilt wurde, war Fox Präsident der Fox Pneumatic Shock-Absorber Company in Philadelphia. 1917 ging aus der Fox Pneumatic Shock-Absorber Company, die 1920 aus dem Firmenregister gelöscht wurde, die Fox Motor Company hervor. Ihr Geschäftsfeld war die Produktion luftgekühlter Motoren.

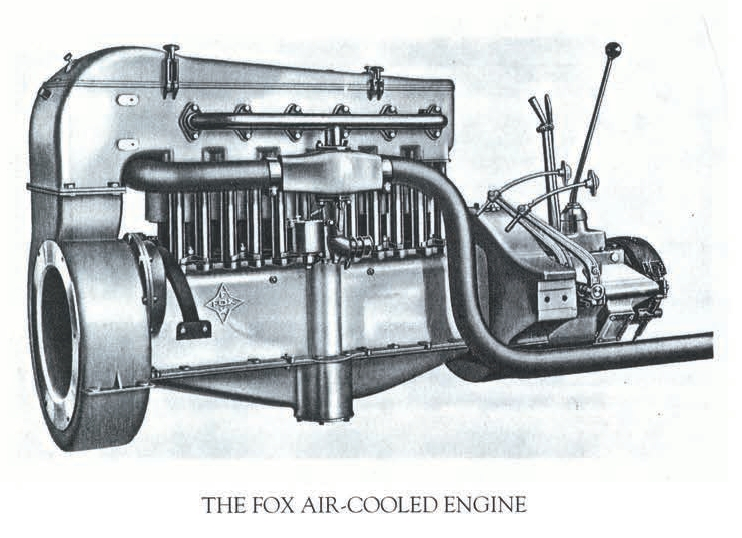
Luftgekühlter Motor der Fox Motor Car Company, 1921

Am 21. November 1919 gründete Fox die Fox Motor Car Company, die im folgenden Monat den Prototyp ihres Model A-1 fertigstellte. Dabei handelte es sich um einen offenen Tourenwagen mit 325 Zentimeter Radstand und einem luftgekühlten Motor. Für den Beginn der Produktion fehlte jedoch das Geld. 1920 wurde die Fox Motor Company in die Fox Motor Car Company eingegliedert. Spätestens in diesem Jahr begann Fox eine Direktmarketing-Kampagne, um neue Investoren zu gewinnen.
Obwohl die Fox Motor Car Company nur die Motoren, Getriebe und Chassis selbst fertigte, und die anderen Komponenten bei Zulieferern einkaufte, kam die Produktion nur langsam in Gang. Erst im Januar 1921 wurden der Öffentlichkeit bei der jährlichen New York Auto Show ein Tourenwagen und eine Limousine mit jeweils fünf Sitzen und ein dreisitziges Coupé vorgestellt. Wie die Flinten der A. H. Fox Gun Company wurden die Fahrzeuge als die besten der Welt vorgestellt, und wieder waren sie teuer. Die reguläre Produktion wurde im Mai 1922 aufgenommen. Die Fahrzeuge waren den wassergekühlten der Wettbewerber technisch überlegen. Fox hatte aber nicht bedacht, dass die Kunden wassergekühlte Motoren verlangten. Im November 1923 wurde ein Insolvenzverfahren eröffnet und im Januar 1924 wurde die Fahrzeugproduktion eingestellt. Ende des Monats ordnete ein Bezirksgericht die Versteigerung der Firma und ihrer Vermögensgegenstände an. Drei Jahre später wurde das Unternehmen aus dem Firmenregister gelöscht. Am 5. Mai 1924 gründete Ansley Fox die Fox Holding Company, die bei der Insolvenz-Versteigerung der Fox Motor Car Company alle von ihr gehaltenen Patente kaufte. Einen Geschäftsbetrieb gab es offenbar nicht und 1930 wurde auch dieses Unternehmen aus dem Firmenregister gelöscht.

## Immobiliengeschäft
1926 lebte Fox in Atlantic City (New Jersey). Dort gründete er mit der Seaboard Development Corporation eine Stadtentwicklungs- und Immobilienhandelsgesellschaft, die auch über ein Büro im angrenzenden Pleasantville, Atlantic County verfügte. Bald wurde für Pleasantville die Anlage des Wohnviertels Ansley Park angestrebt und 1927 wurde die Ansley Park Construction Company in Pleasantville gegründet.

## Tabakwaren
Im Juli 1930 berichtete das Finanzministerium über einen stark gestiegenen Zigarettenkonsum. Das veranlasste Fox zu einigen Erfindungen, die sich um selbstanzündende Zigaretten drehten. Er gründete wie üblich ein Unternehmen, die Self Lighting Cigarette Corporation of America, der er das erste Patent überschrieb. Es folgten bis 1940 mindestens drei weitere Patente, die der Inventions Holding Corporation überschrieben wurden. Zur Vermarktung seiner Erfindungen wurde schließlich mit zwei Partnern die Triune Corporation gegründet.

## Rüstungsgüter
Zum Beginn des Zweiten Weltkriegs gründete Ansley Fox die Fox Munitions Company zur Herstellung von militärischen Ausrüstungsteilen. Die genaue Art der gefertigten Ausrüstung ist nicht bekannt, doch der Präsident der Fox Munitions Corporation wurde am 13. September 1945 vom Chief of Ordnance der United States Army angeschrieben. Das Ordnance Corps dankte der Fox Munitions Corporation für die Unterstützung während des Krieges.

## Privatleben
1898 heiratete Ansley Fox die sechzehnjährige Fentress DeVere Keleher. Er verließ sein Elternhaus und zog mit seiner Ehefrau, deren 17-jährigen Bruder und ihrer Mutter zusammen. 1899 wurde ein Sohn geboren, der noch als Säugling starb. Um 1901 zog Fox nach Philadelphia. Das Adressbuch der Stadt von 1902 führt ihn als Handelsvertreter auf. 1910 oder in den Jahren danach lernte Fox die zehn Jahre jüngere Ellen Gerou kennen, die ältere Schwester eines seiner Maschinenführer. Einzelheiten sind nicht überliefert, doch im März 1913 reichte Fentress Fox wegen Ehebruchs die Scheidung ein. Am 23. März 1914 wurde die Ehe geschieden und drei Tage später heirateten Ansley Fox und Ellen Gerou. Die kinderlose Ehe dauert bis zu Ellens Tod Ende 1942. Ansley Fox heiratete bald ein drittes Mal. Velma Shank arbeitete als Bedienung in einem Bahnhofsrestaurant, in dem Fox während seiner zahlreichen Fahrten zwischen Philadelphia und Pleasantville zum Essen einkehrte. Im August 1948 erlitt Fox einen schweren Schlaganfall, an dessen Folgen er am 15. des Monats verstarb.
In jungen Jahren, seit etwa 1896, betrieb Fox als Wettkampfschütze das Wurftaubenschießen. Diese Turniere waren eine hervorragende Werbung für die Hersteller der siegreichen Waffen. Bis zum Bruch mit seinen Geschäftspartnern schoss Fox mit Flinten der Fox Gun Company, und anschließend mit den von den Parker Bros. produzierten Waffen. Mitte Mai 1900 gelang ihm bei einem Wettkampf im Doppeltrap ein Weltrekord in dieser Disziplin, mit fehlerfreien 50 von 50 und, mit einer zweiten Serie, 98 von 100 Doubletten. Fox schoss für eine Weile weiter auf höchstem Niveau und wurde bald als bezahlter Schütze von der Winchester Repeating Arms Company verpflichtet. Die bezahlten Schützen der Waffenhersteller, allen voran Winchester, waren unter Wettkampfschützen um die Jahrhundertwende die Elite, über ihre Leistungen wurden von der Fachpresse detailliert berichtet. Fox schoss für einige Zeit weiter mit seiner Parker, nutzte aber Munition von Winchester mit dem Markennamen „Leader“. „Winchester“ und „Leader“ waren auch die Nicknames, unter denen Fox bisweilen bei Wettbewerben antrat. Einige der bis Ende 1902 unter diesen Namen erzielten Wettkampfresultate sind Fox zuzuordnen. Obwohl er zeitweise ein gefeierter Schütze war, und seine sportlichen Leistungen bis zuletzt sehr gut waren, kündigte er seinen Vertrag mit Winchester zum Jahresende 1902 und zog sich aus dem professionellen Schießsport zurück. Als Folge der zahllosen abgegebenen Schüsse war Fox schon zu diesem Zeitpunkt, mit 27 Jahren, fast taub.